# Episodi di Roba da gatti!
Questa è una lista degli episodi dell'anime Roba da gatti!, trasmesso in Giappone da TV Tokyo e in Italia da Italia 1. Al momento della trasmissione su Italia 1, gli episodi erano divisi in due parti; gli episodi sono poi andati in onda nella durata originale nelle repliche di Italia Teen Television e Hiro.
La serie si è interrotta all'episodio 66 (in Italia e nel resto del mondo ne sono stati trasmessi 65) a causa del fallimento della casa produttrice Public & Basic, ma sono stati rivelati i titoli dei cinque episodi successivi, che rimangono inediti.

## Lista degli episodi
| Nº | Titolo italiano Giapponese 「Kanji」 - Rōmaji                                                            | In onda           | In onda       |
| Nº | Titolo italiano Giapponese 「Kanji」 - Rōmaji                                                            | Giapponese        | Italiano      |
| 1  | La nascita di un potente gatto 「最強のニャンコ誕生!」 - Saikyou no nyanko tanjou!                       | 2 ottobre 1999    | febbraio 2002 |
| 2  | L'esercito cybermiao-miao 「ニャンニャンアーミー」 - Nyan-Nyan Āmī                                       | 9 ottobre 1999    |               |
| 3  | Un viaggio pericoloso 「地獄のハイウェイ」 - Jigoku no haiwei                                            | 16 ottobre 1999   |               |
| 4  | La novità del dr. Go 「空とぶ親子ロボ出現!」 - Sora tobu oyako robo shutsugen!                           | 23 ottobre 1999   |               |
| 5  | Il primo amore di M 「ミーくんの初恋」 - Mī-kun no hatsukoi                                              | 30 ottobre 1999   |               |
| 6  | M viene rapito 「ミーくん誘拐事件」 - Mī-kun yuukai jiken                                                | 16 novembre 1999  |               |
| 7  | Un estenuante gioco a "guardie e ladri" 「史上最大のオニゴッコ」 - Shijou saidai no onigokko             | 13 novembre 1999  |               |
| 8  | Kurochan e M in competizione 「クロミーアイドル勝負」 - Kuro Mī aidoru shoubu                            | 20 novembre 1999  |               |
| 9  | La leggenda della montagna dietro la scuola 「学校の裏伝説」 - Gakkō no ura dentetsu                     | 27 novembre 1999  |               |
| 10 | La montagna degli alieni con un occhio 「裏山の一ツ目地底人」 - Urayama no ichi tsūme chiteījin          | 4 dicembre 1999   |               |
| 11 | Kotaro il genio del computer! 「天才少年コタロー登場」 - Tensai shōnen Kotarō toujou                     | 11 dicembre 1999  |               |
| 12 | M e il maligno 「デビルミーあらわる」 - Debiru Mī ara waru                                               | 18 dicembre 1999  |               |
| 13 | Fuga per la libertà 「檻の中の戦い」 - Ori no naka no tataki                                             | 25 dicembre 1999  |               |
| 14 | Il grande esperimento di Kotaro e del dottor Go 「剛とコタローの大実験」 - Gō to Kotaro no daijikken     | 29 dicembre 1999  |               |
| 15 | L'arrivo di Matatabi 「マタタビ参上!」 - Matatabi sanjō!                                                 | 8 gennaio 2000    |               |
| 16 | Kurochan se ne va di casa 「クロちゃんの家出」 - Kuro-chan no iede                                       | 15 gennaio 2000   |               |
| 17 | La grande battaglia sulla neve 「雪の中の大決闘!」 - Yuki no naka no daikettō!                           | 22 gennaio 2000   |               |
| 18 | Il robot innamorato 「美少女消防士! めぐみ」 - Bishōjō shōbō shi! Megumi                                 | 29 gennaio 2000   |               |
| 19 | L'auto da combattimento 「爆走! バトルボーグ」 - Bakushō! Batorubōgu                                     | 5 febbraio 2000   |               |
| 20 | Kurochan diventa papà 「クロ、パパになる!?」 - Kuro, papa ni naru!?                                      | 12 febbraio 2000  |               |
| 21 | Una grande passione 「ハチャメチャ大争奪戦」 - Hachamecha dai sōdatsu sen                                | 19 febbraio 2000  |               |
| 22 | Il primo appuntamento di Suzuki 「鈴木の初デート」 - Suzuki no hatsu dēto                                | 26 febbraio 2000  |               |
| 23 | Il gigantesco serpente a due gambe 「へビビンガーあらわる」 - Hebibingā ara waru                         | 4 marzo 2000      |               |
| 24 | Kotaro è in pericolo 「コタローを救え!」 - Kotarō o sukue!                                               | 11 marzo 2000     |               |
| 25 | Il ritorno del papà di Kotaro 「コタローの父かえる」 - Kotarō no chichi kaeru                            | 18 marzo 2000     |               |
| 26 | Alla conquista del mondo 「世界征服計画開始?!」 - Sekai seifuku keikaku kaishi?!                         | 25 marzo 2000     |               |
| 27 | Avventura in un altro mondo 「異世界・事のはじまり」 - Isekai koto no hajimari                           | 1º aprile 2000    |               |
| 28 | Una città nel deserto 「砂漠に浮かぶ都市」 - Sabaku ni ukabu toshi                                       | 8 aprile 2000     |               |
| 29 | Alla ricerca della reliquia 「異世界・崩壊のあと」 - Isekai hōkai no ato                                 | 15 aprile 2000    |               |
| 30 | Alla scoperta di un nuovo mondo 「終末から新世界へ」 - Shūmatsu kara shin sekai he                       | 22 aprile 2000    |               |
| 31 | Il segreto della nascita di M 「ミーくん誕生のヒミツ」 - Mī-kun tanjō no himitsu                         | 29 aprile 2000    |               |
| 32 | Battaglia per la luna di miele 「ハネムーン大戦争!?」 - Hane mūn dai sensō?!                             | 6 maggio 2000     |               |
| 33 | Il fantasma della scuola 「学校でオバケ退治」 - Gakkō de obake taiji                                     | 13 maggio 2000    |               |
| 34 | Caccia al biglietto della lotteria 「宝クジ大バトルレース」 - Takara kuji dai batoru rēsu                | 20 maggio 2000    |               |
| 35 | La partenza di Matatabi 「マタタビの大修行?!」 - Matatabi no dai shugyō?!                                | 27 maggio 2000    |               |
| 36 | Salvate i gattini! 「チビネコたちを守れ!」 - Chibi neko tachi o mamore!                                  | 3 giugno 2000     |               |
| 37 | Una gita in pullman 「ノンストップバス旅行」 - Nonsutoppu basu ryokō                                     | 10 giugno 2000    |               |
| 38 | La grande battaglia contro il mostro Bianco 「白い怪物との大バトル」 - Shiroi kaibutsu to no dai batoru  | 17 giugno 2000    |               |
| 39 | La nascita di M n° 2 「ミーくん2号登場!」 - Mī-kun ni-gō tōjō!                                           | 24 giugno 2000    |               |
| 40 | La decisione di Nanà 「ナナちゃんがんばる!」 - Nana-chan ganbaru!                                        | 1º luglio 2000    |               |
| 41 | La dura lotta contro la forza del male 「復活! デビル再登場!」 - Fukkatsu! Debiru sai tōjō!              | 8 luglio 2000     |               |
| 42 | Lo scontro finale 「決戦! クロ対デビル」 - Kessen! Kuro tai Debiru                                       | 15 luglio 2000    |               |
| 43 | La nuova casa 「クロの家にお引っ越し」 - Kuro no ie ni o hikkoshi                                        | 22 luglio 2000    |               |
| 44 | La sparizione di Kotaro 「コタローいなくなる?」 - Kotarō i naku naru?                                    | 29 luglio 2000    |               |
| 45 | Il virus del terrore 「恐怖の大ウイルス!!」 - Kyōfu no dai uirusu!!                                      | 5 agosto 2000     |               |
| 46 | L'incontro con Matatabi 「マタタビとの出会い」 - Matatabi to no deai                                     | 12 agosto 2000    |               |
| 47 | L'esercito dei corvi 「カラスとの戦い!!」 - Karasu to no tatakai!!                                       | 19 agosto 2000    |               |
| 48 | Ricordi del passato 「キッド最後の戦い!!」 - Kiddo saigo no tatakai!!                                    | 26 agosto 2000    |               |
| 49 | La trappola dell'esercito cyber miao-miao 「ニャンニャンランド」 - Nyan-Nyan Rando                       | 2 settembre 2000  |               |
| 50 | La furia di Kurochan 「真・暴走クロちゃん」 - Shin bousou Kuro-chan!                                     | 9 settembre 2000  |               |
| 51 | Giochi pericolosi 「クロ・ミーゲーム対決」 - Kuro Mī gēmu taiketsu                                       | 16 settembre 2000 |               |
| 52 | I poteri magici di Chieko 「転校生は超能力者?!」 - Tenkousei ha chou nouryoku sha?!                      | 23 settembre 2000 |               |
| 53 | Un messaggio dallo spazio 「宇宙からのメッセージ」 - Uchuu kara no messēji                               | 30 settembre 2000 |               |
| 54 | L'attacco degli alieni Yahyahya 「攻撃ヤーヤーヤー星人」 - Kōgeki Yāyāyā boshijin                        | 7 ottobre 2000    |               |
| 55 | È arrivata la fine del mondo! 「地球最後の日来たる!」 - Chikyuu saigo no hi ki taru!                     | 14 ottobre 2000   |               |
| 56 | Una piccola grande minaccia per il mondo 「恐怖のベイビー誕生!」 - Kyoufu no beibī tanjou!               | 21 ottobre 2000   |               |
| 57 | La lite tra Kurochan e Nanà 「クロとナナのけんか」 - Kuro to Nana no kenka                               | 28 ottobre 2000   |               |
| 58 | Il ritorno degli alieni Yahyahya 「また来たヤーヤーヤー」 - Mata ki ta Yāyāyā                            | 4 novembre 2000   |               |
| 59 | Principessa per qualche ora 「ナナお姫様になる?」 - Nana ohimesama ni naru?                              | 11 novembre 2000  |               |
| 60 | La sfida di Matatabi 「マタタビからの挑戦状」 - Matatabi kara no chousen jou                             | 18 novembre 2000  |               |
| 61 | La gara di forza 「筋肉美女大バトル!?」 - Kinniku bijo dai batoru!?                                      | 25 novembre 2000  |               |
| 62 | Il regalo di Suzuki 「鈴木のプレゼント作戦」 - Suzuki no purezento sakusen                               | 2 dicembre 2000   |               |
| 63 | Il mostro fatto di rottami 「スクラップキング登場」 - Sukurappu kingu toujou                             | 9 dicembre 2000   |               |
| 64 | Un pacco dallo spazio 「宇宙からの宅配便」 - Uchuu kara no takuhai bin                                   | 16 dicembre 2000  |               |
| 65 | Il Natale di Kotaro 「コタローのクリスマス」 - Kotarō no Kurisumasu                                      | 23 dicembre 2000  |               |
| 66 | 「買い物デート大決闘!」 - Kaimono dēto dai kettō! – "Il grande duello dell'appuntamento dello shopping!" | 6 gennaio 2001    | inedito       |
| 67 | 「謎の雪男現わる!」 - Nazo no yuki otoko gen waru! – "Appare il misterioso yeti!"                        | inedito           | inedito       |
| 68 | 「ライバルはコタロー?」 - Raibaru wa Kotarō? – "Il rivale è Kotaro?"                                     | inedito           | inedito       |
| 69 | 「キンタローのリベンジ」 - Kintarō no ribenji – "La vendetta di Kintaro"                                 | inedito           | inedito       |
| 70 | 「コスプレ少女カグヤ」 - Kosupure shōjo Kaguya – "Kaguya la ragazza del cosplay"                         | inedito           | inedito       |
| 71 | 「悪魔になった? 剛くん」 - Akuma ni natta? Tsuyoshi-kun – "È diventato un diavolo?"                      | inedito           | inedito       |